# Джон де ла Поль, 2-й герцог Саффолк
Джон де ла Поль (27 сентября 1442 — между 29 октября 1491 и 27 октября 1492) — английский аристократ, 2-й герцог Саффолк (1463—1492).

## Биография
Единственный сын Уильяма де ла Поля, 1-го герцога Саффолка, и Элис Чосер, дочери Томаса Чосера, председателя палаты общин парламента, и внучки английского поэта Джефри Чосера.
7 февраля 1450 года семилетнего Джона де ла Поля обвенчали с семилетней леди Маргарет Бофорт, дочерью Джона Бофорта, 1-го герцога Сомерсета, и Маргарет Бошан. Из-за возраста супругов брак был фиктивным и в феврале 1453 года был аннулирован.
Ричард Плантагенет, герцог Йоркский, был заклятым врагом Джона де ла Поля, но последний поддерживал Йоркскую партию во время Войны Алой и Белой розы.
В мае 1450 года после казни Уильяма де ла Поля титул и владения герцога Саффолка были конфискованы. 23 марта 1463 года король Англии Эдуард IV выдал жалованную грамоту своему зятю Джону де ла Полю на титул герцога Саффолка. Он также был назначен констеблем замка Уоллингфорд в Оксфордшире.
В 1458 году вторично женился на Элизабет, дочери Ричарда Плантагенета, герцога Йоркского, и Сесилии Невилл. Элизабет была родной сестрой королей Англии Эдуарда IV и Ричарда III. Таким образом, Джон де ла Поль стал зятем двух королей Англии.
В 1472 году Джон де ла Поль был посвящён королём Эдуардом IV в рыцари ордена Подвязки и провозглашён великим стюардом Оксфордского университета. Некоторое время он также являлся королевским лордом-лейтенантом Ирландии.
После смерти короля Эдуарда IV в 1483 году герцог Саффолк поддержал претензии на королевский престол Ричарда III. После гибели последнего 22 августа 1485 года в битве при Босворте и вступления на королевский престол его противника Генриха VII Тюдора, Джон де ла Поль продолжал сохранять влияние при королевском дворе и пользовался расположением нового монарха.
Между 29 октября 1491 и 27 октября 1492 года Джон де ла Поль, герцог Саффолк, скончался. Его похоронили в Уингфилде, графство Саффолк.

## Дети
От второго брака с Элизабет Йоркской у него было одиннадцать детей:
- Джон де ла Поль (1462—1487), 1-й граф Линкольн (1467—1487)
- Джоффри де ла Поль (род. 1464), умер в детстве
- Эдвард де ла Поль (1466—1485), архидьякон в Ричмонде
- Элизабет де ла Поль (ок. 1468—1489), муж — Генри Ловел (1466—1489), 8-й барон Морли
- Эдмунд де ла Поль (1471—1513), 3-й герцог Саффолк (1491/1492-1513), предпоследний йоркский претендент на королевский трон, казнён по приказу короля Генриха VIII
- Дороти де ла Поль (род. 1472), умерла в детстве
- Хамфри де ла Поль (1474—1513), священник
- Анна де ла Поль (1476—1495), монахиня
- Кэтрин де ла Поль (ок. 1477—1513), муж — Уильям Стортон (ок. 1457—1523), 5-й барон Стортон
- Уильям де ла Поль (1478—1539), рыцарь, содержался с 1502 года до самой смерти в Лондонском Тауэре
- Ричард де ла Поль (1480—1525), последний йоркский претендент на английский королевский трон.

## Образ в культуре
- В телесериале «Белая принцесса» 2017 года роль герцога Саффолка исполнил Эдриан Роулинс.